# رودلف تسيغلر
رودلف تسيغلر (بالألمانية: Rudolf Ziegler)‏ هو موجه قوارب ‏ ألماني، ولد في 27 نوفمبر 1957 في زونتهوفن في ألمانيا.

## وصلات خارجية
- رودلف زيغلر على موقع الاتحاد الدولي للتجديف (الإنجليزية)
- رودلف زيغلر على موقع اللجنة الأولمبية الدولية (الإنجليزية)
- رودلف زيغلر على موقع أوليمبيديا (الإنجليزية)